# Damon Jones
Damon Darron Jones (ur. 25 sierpnia 1976 w Galveston) – amerykański koszykarz, występujący na pozycji rozgrywającego oraz rzucającego obrońcy, trener koszykarski.

## Osiągnięcia
NBA
- Finalista NBA (2007)[1]
- Uczestnik konkursu rzutów za 3 punkty (2007)[2]

Indywidualne
- CBA Newcomer of the Year (1999)
- Najlepszy rezerwowy IBA (1998)[3]
- Lider strzelców CBA (1999)